# Jean-François Jannekeyn
Jean-François Jannekeyn (Cambrai, 16 novembre 1892 – Parigi, 17 novembre 1971) è stato un aviatore, generale e politico francese, asso dell'aviazione durante la prima guerra mondiale con cinque vittorie confermate. Transitato in forza all'Armée de l'air dopo la sconfitta del 1940 aderì al governo di Vichy, e dal 18 aprile 1942 al 25 febbraio 1943 fu Segretario di stato all'aviazione e Capo di stato maggiore dell'Armèe de l'air de l'armistice.

## Biografia
Nacque a Cambrai il 16 novembre 1892, e dopo essersi arruolato volontario nell'esercito nel 1911, con ferma quadriennale, fu ammesso a frequentare l'École spéciale militaire de Saint-Cyr, Promotion des Marie Louise. Uscito dall'accademia allo scoppio della prima guerra mondiale fu assegnato al 28º Reggimento dragoni, venendo promosso tenente il 25 dicembre 1914. Trasferito al 4º Reggimento corazzieri a piedi il 4 giugno 1916 chiese, ed ottenne, di essere assegnato all'aviazione militare. Frequentò la scuola di volo di Crotoy nel maggio 1917, e poi quella di Avord. Nel settembre 1918 comandò l'Escadrille BR132, appartenente al Groupe de Bombardement GB 4, nel corso della battaglia aerea di Conflans durante la quale abbatté quattro caccia Fokker D.VII, e avendo ottenuto un'ulteriore vittoria il 22 agosto fu insignito ufficialmente del titolo di Asso dell'aviazione.. Promosso capitano nel corso del 1918 il 27 marzo 1919 fu citato nuovamente all'Ordine del giorno dell'esercito, e decorato con la Croce di Cavaliere della Legion d'onore, con la Croix de guerre con palme. Inoltre ricevette anche la Croce di guerra con palme belga e la Military Cross inglese.
Durante l'estate del 1924 prese parte alle Olimpiadi di Parigi, gareggiando nella scherma, specialità spada.
Nominato generale di brigata aerea il 1º maggio 1939, dopo lo scoppio della seconda guerra mondiale, il 1º maggio 1940 assunse il comando della Forze aeree del Mediterraneo Orientale. Dopo la sconfitta del maggio-giugno 1940, che portò alla firma dell'armistizio di Rethondes, il 12 luglio successivo il governo di Vichy lo nominò Comandante dell'aviazione da caccia del Levante (il mandato francese che comprendeva Siria e Libano Nel 1941 fu elevato al rango di generale di divisione aerea, e il 23 febbraio 1942 assunse il comando dell'aviazione di stanza nel Nord Africa, con Quartier generale ad Algeri.
Nominato Commendatore della Legione d'onore, il 19 aprile 1942 fu nominato Segretario di stato all'aviazione dal capo del governo Pierre Laval in sostituzione del generale Jean Bergeret e Capo di stato maggiore dell'Armée de l'air de l'armistice. Ricoprì tali incarichi fino al 27 febbraio 1943.
Dopo la fine della guerra fu sottoposto a processo di epurazione, venendo arrestato a Viroflay il 3 maggio 1947 ed internato a Fresnes. Fu tradotto in giudizio davanti all'Alta Corte di giustizia in virtù di una decisione presa dall'allora Ministro dell'aviazione Charles Tillon già il 29 dicembre 1944, e trasmessa all'Alta Corte il 2 gennaio 1945.
Il suo comportamento e le attività svolte durante l'appartenenza alla Francia di Vichy vennero attentamente esaminate, e il 27 gennaio 1949 fu emesso il non luogo a procedere per quanto riguardava i capi d'imputazione di attentato alla sicurezza interna ed esterna dello Stato e di indegnità nazionale. Tale proscioglimento mise fine all'azione legale civile, mentre rimase in atto quella militare. Il 10 maggio 1949 l'Ispettorato tecnico dell'Armée de l'air presentò un rapporto davanti al Conseil supérieur de l'air stabilendo che il non luogo a procedere emesso dall'Alta Corte di giustizia non escludeva la violazione delle norme militari e delle regole sull'onore. Al termine di un acceso dibattito, il 20 maggio 1949 il Conseil supérieur de de l'armée de l'air stabilì la sua messa in posizione di riserva, e il 29 luglio lo escluse da un possibile richiamo in servizio attivo in caso di conflitto. Ammesso nella 2ème Section (riserva) dei quadri dell'EMGAA il 1º aprile 1950, fu posto obbligatoriamente in pensione con decreto presidenziale del 4 maggio dello stesso anno. 
Egli presentò domanda per l'annullamento del decreto presidenziale del 4 maggio 1950 per abuso di potere, ma tale istanza fu rigettata dal Consiglio di Stato il 28 luglio 1952. Si spense a Parigi il 17 novembre 1971, e la salma venne seppellita nel cimitero di Montparnasse.

### Annotazioni
1. ↑  Mentre prestava servizio in questo reggimento fu citato tre volte all'ordine del giorno. Il 28 novembre 1914 fu citato all'Ordine del Giorno del I Corpo d'armata di cavalleria (1er Corps de Cavalerie), il 29 maggio 1915 in quello della 5ª Brigata dragoni, e il 14 luglio 1915 a quello della 1ª Divisione di cavalleria.
2. ↑  In quello stesso anno aveva ricevuto altre due citazioni all'Ordine del giorno dell'Armée: il 19 settembre e il 10 ottobre 1918.

### Fonti
1. 1 2 3  Catillon 1997, p. 101.
2. ↑  (FR) Paris archives 1971, deces, 05, su archives.paris.fr,  p. 24. URL consultato il 16 novembre 2021.
3. 1 2 3  Guttman 2005, p. 18.
4. ↑  Guttman 2007, p. 17.
5. ↑  http://www.theaerodrome.com/aces/france/jannekeyn.php
6. ↑   Copia archiviata, su sports-reference.com. URL consultato il 20 giugno 2016 (archiviato dall'url originale il 3 settembre 2011).
7. ↑  Paxton 1959, p. 373.
8. 1 2  Pettibone 2010, p. 335.
9. ↑  (FR) Jannekeyn Jean Francois, su deces.matchid.io. URL consultato il 16 novembre 2021.